# سیارک ۲۴۶۰۲
سیارک ۲۴۶۰۲ (به انگلیسی: 24602 Mozzhorin، نامگذاری:1972TE)۲۴۶۰۲مین سیارک کشف شده‌است که در ۰۳ اکتبر ۱۹۷۲ کشف شد.